# فينكوتو
فينكوتو (بالإنجليزية: Vincotto)‏ هو عبارة عن معجون داكن اللون، وحلو وسميك، يُنتج في المناطق الريفية في إيطاليا، ويُصنع عن طريق الطهي البطيء والتخفيض على مدى ساعات عديدة، باستخدام عصير العنب غير المُخمر حتى ينخفض إلى حوالي خمس حجمه الأصلي وتتكرمل السكريات الموجودة.يمكن صنعه من عدد من أنواع العنب المحلي المستخدم في صناعة النبيذ الأحمر، بما في ذلك بريميتيفو، ونيجرومارو، ومالفاسيا نيرا. وقبل أن يُقطف العنب يُسمح له بالذبول بشكل طبيعي على الكرمة لمدة ثلاثين يومًا تقريبًا.في العصر الروماني كان يُعرف باسم "سابا" في اللاتينية و "ايسبيسما" في اليونانية، وهي نفس الأسماء التي تُستخدم عادةً له في إيطاليا وقبرص.

## الوصف
على الرغم من إمكانية استخدامه كأساس لصنع الخل الحلو، فإن "الفينكوتو" يتمتع بنكهة لطيفة وليس نوعًا من الخل. يُطلق على هذا المنتج الإضافي اسم "خل الفينكوتو"، أو "خل الفينكوتو البلسمي" أو "فينكوتو بلسمي"، ويمكن استخدامه بنفس طريقة استخدام الخل البلسمي الناعم والجيد.
هناك أشكال أخرى من عصير العنب المغلي بدرجات قوة متفاوتة ( كارينوم، سابا) والتي تُنتج في روما القديمة. كان يُستخدم Defrutum لحفظ وتحلية العديد من الأطعمة (بما في ذلك النبيذ)، بمفرده أو مع العسل أو الغاروم. كان يُستهلك نبات ديفروتوم أيضًا كمشروب بعد تخفيفه بالماء، أو تخميره في شكل "نبيذ" روماني مسكر.(وهو نبيذ مصنوع من الزبيب المخمر نشأ في قرطاج القديمة وكان شائعًا في روما القديمة. لذلك كان الظاكثر تشابهًا مع الحديث منه.)
على مدى قرون عديدة، طُور الفينكوتو المنتج في بازيليكاتا ومنطقة سالينتو في بوليا إلى عدة أصناف مختلفة ذات جودة أعلى وتطور في الطهي ويُنتج من الاختزال البطيء لمزيج من عصير العنب المطبوخ والنبيذ الذي بدأ في التلف والحمض، للحصول على قوام شراب كثيف غير كحولي. يعود هذا التقليد إلى زمن الرومان القدماء، عندما كان يُجمد عصير العنب بالحرارة لتسهيل الحفظ والنقل.
في بزلكاتة، يُعد الفينكوتو مكونًا رئيسيًا للعديد من الأطباق التقليدية مثل لاجانا تشيابوتا، وهي معكرونة بالجوز واللوز والصنوبر والزبيب، وبان مينيسك، وهي حلوى غنية بالدقيق والسكر والتوابل.